# Okupace jižního Slovenska

Maďarské království v roce 1942 po okupaci jižního Slovenska

Slovenský stát v roce 1942

Okupace jižního Slovenska (1938–1945) (v maďarské historiografii  nejčastěji navrácení, v extrémních případech osvobození) byla anexe jižních částí Československa Maďarskem na základě výsledku první vídeňské arbitráže. Maďarsko kromě jižního Slovenska obsadilo i část Podkarpatské Rusi, kterou po rozpadu ČSR okupovalo celou. Své územní zisky vůči Slovensku rozšířilo během Malé války. Po skončení druhé světové války byly původní hranice Československa s Maďarskem obnoveny a potvrzeny Pařížskou mírovou smlouvou.

## Pozadí
Československé hranice byly stanoveny na základě kombinace etnických, ekonomických a vojenských kritérií a k novému státu byly přičleněny i území s početnou maďarskou menšinou. Navzdory existenci aktivistických proudů v politice maďarských menšinových stran, většina příslušníků maďarské menšiny se s československými státem neztotožnila a žádala připojení k Maďarsku, které jim bylo jazykově a kulturně blíž. Meziválečné Maďarsko se s rozpadem Uherska nesmířilo, snažilo se o obnovu předtrianonských hranic a revizionistické myšlenky se staly integrální součástí maďarské společnosti včetně vzdělávacího systému. Když Maďarsko v zahraničí nenašlo pro svoje snahy dostatečné pochopení, naděje vkládalo do nových totalitních režimů a svoji zahraničně-politickou koncepci postavilo na spolupráci s nacistickým Německem a fašistickou Itálií. Změna mocenských poměrů v Evropě, Mnichovská dohoda a politika appeasementu západních velmocí vytvořily předpoklady pro teritoriální změny na úkor Československa. Tyto předpoklady vycházely z výsledků první vídeňské arbitráže, když roli arbitrů převzaly státy přímo zúčastněné na jeho likvidaci a jeho územní okleštění mělo být přípravou na další agresi.

## Převzetí území
Výsledek arbitráže byl v Maďarsku přijat s obrovským nadšením. Na straně Československa naopak zavládlo zklamání. Přestože Československo počítalo s odstoupením maďarských etnických území, rozhodnutí arbitrů etnické hranice nerespektovalo a pro Tisovu novou autonomní vládu znamenalo první závažnou politickou prohru. Tiso se nezmínil o porušení Ribbentropových slibů, ale důvody hledal v předchozí politice centrální vlády. Obětní beránek byl nalezen v Židech, kteří v předvečer arbitráže uspořádali v Bratislavě demonstraci za připojení k Maďarsku. Slovenská autonomní vláda deklarovala, že se s rozsudkem nesmíří, bude se snažit o jeho revizi a ještě před předáním území Maďarsku slovenští politici provedli okružní cestu po jižním Slovensku, aby tamní Slováky uklidnili a ujistili je, že se brzy vrátí do vlasti. Na druhé straně, autonomní i centrální vláda ve snaze předejít chaosu vyzývaly české a slovenské obyvatele, aby neopouštěli své domovy, s rozsudkem se smířili a projevili loajalitu novému státu. Autonomní vláda kladla zvláštní důraz na setrvání slovenské inteligence, zejména učitelů.
Bouřlivý průběh měly maďarské oslavy v Ožďanech, kde v den vyhlášení výsledku arbitráže došlo ke konfliktu mezi československou vojenskou hlídkou a místními obyvateli, kteří porušili zákaz shromažďování a zdržování se na ulici ve večerních hodinách. Hlídka, která se cítila davem ohrožena spustila střelbu a rozháněla dav pažbami. Výsledkem konfliktu byl jeden mrtvý a dva zranění.
Po špatných zkušenostech s odstoupením českého pohraničí měla československá vláda zájem předejít zbytečnému napětí a neshodám. Československé a maďarské velitelství podepsala v Bratislavě protokol, který upravoval technické záležitosti stahování z území tak, aby se předešlo nedorozuměním na úseku styku obou armád. Mezi 5.–11. listopadem 1938 bylo území obsazeno čtyřmi maďarskými smíšenými brigádami. Jejich příchod na jižní Slovensko provázely pompézní oslavy, přičemž organizátoři vědomě napodobovali příjezd nacistické armády do odstoupeného českého pohraničí. V Komárně dav nadšeně skandoval jména představitelů států, které rozhodly o výsledku arbitráže - Adolfa Hitlera a Benita Mussoliniho.Návrat k Maďarsku byl chápán jako akt historické spravedlnosti a osvobození zpod "české nadvlády".

## Politika a státní organizace
Československý systém pluralitní demokracie byl nahrazen autoritativním režimem hortyovského Maďarska, který omezil politická práva všech obyvatel jižního Slovenska bez ohledu na jejich národnost. Ve stejnou dobu na Slovensku probíhalo postupné budování totalitního režimu v režii Hlinkovy slovenské lidové strany. Do 21. prosince 1938 bylo území pod vojenskou správou maďarské armády, následně převzal moc civilní aparát. Vojenská správa hranice okupovaného území hermeticky uzavřela, nefungoval soukromý telefonický a telegrafický styk a byla pozastavena silniční a železniční doprava. Na pomoc vojenské správě byli přiděleni civilní poradci, většinou příslušníci Sjednocené maďarské strany (Egyesült Magyar Párt - EMP), která si dávala zásluhy za svou iredentistickou činnost před okupací. Její předseda Andor Jaross byl jmenován vládním zmocněncem s úkolem poradce generálního štábu, později se stal ministrem pro záležitosti Horní země bez portfeje. EMP se snažila zabránit vstupu nových subjektů na politickou scénu "felvidéki" a zneužívala svou moc k pronásledování Slováků, jakož i Maďarů, kteří během československé éry projevovali jiné politické názory.
Představy EMP o převzetí pozic, které uvolnili českoslovenští úředníci však zůstaly nenaplněné a Maďarsko je obsadilo převážně úředníky z mateřské země ("anyaországh"). Ti opět zavedli metody, které v průběhu existence Československa prakticky vymizely, jejich chování se stalo předmětem stížností samotné EMP a v listopadu-prosinci 1939 eskalovalo až na úroveň maďarského parlamentu. Na základě rozhodnutí Rady ministrů z února 1939 se museli bývalí zaměstnanci československé veřejné správy (včetně Maďarů) podrobit prověrkám národní spolehlivosti. Prověrky byly v průběhu dalších měsíců rozšířeny kromě učitelů, advokátů a lékařů i na lékárníky a od srpna 1938 i na důchodce, sirotky a vdovy, které požadovaly podporu od státu.

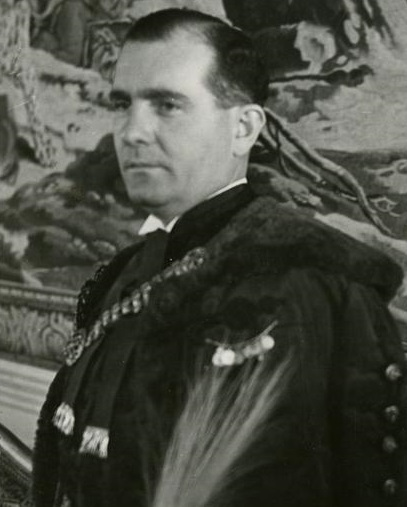
Jaross Andor (fotografie z roku 1938)

V roce 1940 se EMP sloučila s vládní Stranou národního života (Magyar Eletech Pártya). Její bývalý předseda Andor Jaross se stal aktivním pronacistickým kolaborantem a jako ministr vnitra v Sztójayově vládě nesl odpovědnost za deportace Židů z území Maďarska. Podobně jako v jiných zemích, ochota obyvatel jižního Slovenska politicky se angažovat v souladu s představami státní moci postupně v průběhu války klesala a úvodní euforii překrývaly sociální problémy.

## Hospodářství
Obyvatelům jižního Slovenska přineslo připojení k Maďarsku téměř okamžité snížení životní úrovně. Proces hospodářského sjednocování začal měnovou výměnou ve výrazně nevýhodném kurzu (1 : 7 místo 1 : 5). Příchozí maďarští Honvédi rychle vykoupili levné a kvalitní zboží, což vedlo ke všeobecnému nedostatku. Zboží, které bylo dostupné, bylo výrazně předražené a zboží přivezené z Maďarska bylo v průměru o 30–40 % dražší. Ceny některých průmyslových výrobků stouply až o 100 %, na cukr byly zavedeny přídělové lístky. Nezaměstnanost narostla a to i díky pozastavení rozvojových projektů Československé vlády jako regulace řek a výstavba silnic. Jižní Slovensko bylo důležitou zemědělskou základnou Československa, jejíž odstoupení znamenalo pro Slovensko ztrátu 41 % obdělávané zemědělské půdy, která produkovala až 80 % potravin potřebných pro zásobování obyvatelstva. Z hlediska Maďarska však neznamenala významnější přínos, naopak, místní zemědělci čelili problémům s odbytem, protože ztratili svůj přirozený trh a začali si konkurovat se zemědělci na mateřském území, kteří i před tím čelili problémům s nadprodukcí. Maďarská vláda omezila osevní plochy nejvýnosnějších plodin jako cukrová řepa, tabák nebo paprika.
Problémy v sociální oblasti byly ještě prohloubeny zaostalostí sociálního systému v Maďarsku v porovnání s Československem. Maďarsko neposkytovalo státní podporu v nezaměstnanosti, nemocenské pojištění se nevztahovalo na zemědělské dělníky a starobní a invalidní důchody byly nižší. Zemědělští dělníci neměli na rozdíl od Československa své odborové organizace a jejich hospodářské a sociální organizování bylo zakázáno. V předchozím období bylo maďarsky hovořící obyvatelstvo na Slovensku vystaveno rozsáhlé sociální demagogii a propaganda šířená z Maďarska se ho snažila přesvědčit o výhodách života v Maďarsku. Po přičlenění k Maďarsku však bylo konfrontováno s realitou a dožadovalo se stejných sociálních výhod, jaké mělo v Československu. Situaci bylo nutné dodatečně vysvětlovat. Maďarská vláda odmítala z ideologických důvodů poskytovat podporu v nezaměstnanosti a sociální problémy se snažila řešit nouzovými pracemi, později zapojením obyvatelstva do vojenského průmyslu. Krátkodobou podporu nezaměstnaným poskytl výtěžek sbírky "Maďar Maďarovi" (Magyar a Magyarért). Problémy v zemědělství měly odstranit státní intervenční nákupy, které ale neřešily jejich hlavní příčinu a dlouhodobý charakter.

## Postavení menšin
Maďarská vláda od začátku nedodržela několik bodů dohody o evakuaci a předání odstoupeného území a nedokázala předejít řádění armády, četnictva, teroristických oddílů szabadcsapatok ale i místních Maďarů vůči slovenskému a českému obyvatelstvu. Převzetí území Maďarskem provázelo násilné vyhánění, rabování a krádeže, v obci Gbelce (Kobolka) došlo dokonce k vraždě čtyř českých kolonistů. Maďarská vláda rozpustila všechny nemaďarské spolky, jejich majetek se zabavila nebo přidělila maďarským organizacím. Tyto kroky byly v příkrém rozporu s meziválečnou maďarskou propagandou, která kritizovala československou menšinovou politiku, jakož i s projevy Miklóse Horthyho v Košicích a Komárně, když vítal Slováky zpět v jejich "tisícileté vlasti" a sliboval respektování jejich národnostních a kulturních práv.
Maďarsko svou politikou směřovalo k rychlé změně etnických a majetkových poměrů. Ve zvláště obtížné situaci se ocitli bývalí českoslovenští legionáři, kteří byli vnímáni jako nepřátelé státu a nemaďarští kolonisté. Už 5. listopadu 1938 maďarský generální štáb vydal nařízení o vypovězení všech kolonistů, jejich rodinných příslušníků a potomků, přičemž nepovolil výjimku ani pro osoby, které se hlásili k maďarské národnosti. Termín "kolonista" se v praxi nevztahoval jen na zemědělské kolonisty, ale na každou osobu, která se na jižním Slovensku usídlila po roce 1918 z libovolného jiného důvodu, včetně přirozené vnitrostátní migrace a nákupu majetku z vlastních prostředků. Kromě Čechů a Slováků se tato opatření dotkla i příslušníků německé menšiny.
K prvním opatřením vojenské správy patřil zákaz používání slovenštiny jako úředního jazyka, odstraňování slovenských nápisů a zavírání slovenských škol. Maďarsko zabavilo majetek 150 škol Slovenské ligy, které byly postaveny po roce 1918. Pomocí nátlaku na státní zaměstnance slovenské národnosti docházelo k umělému snižování počtů dětí v slovenský třídách a jejich následnému zavírání. Snižoval se i počet slovenských učitelů. Do začátku roku 1939 území opustilo 862 z 1 119 učitelů, další následovali. Slováci ztratili 386 lidových škol, 29 měšťanských škol a 10 gymnázií (4 v Košicích a 6 dalších v jiných městech). Tato opatření měla negativní vliv i na vzdělávání žáků maďarské národnosti, jelikož následné přeplnění tříd slovenskými žáky snižovalo kvalitu výuky.
Postoj slovenské menšiny na okupovaném území vyvrátil propagandistické teze o "bratrech Slovácích", kteří touží zproštění českého jha a chtějí návrat k tisícileté svatoštěpánské říši. Díky 20leté existenci společného československého státu si byli v mnohem větší míře vědomi svých národnostních práv a dožadovali se jich, příp. se přímo dožadovali znovuzačlenění k ČSR. Na několika místech toto vedlo k násilným konfliktům se státní mocí (např. Šurany, Komjatice, Čechy).
Slovenská strana brzdila snahy o vyhánění obyvatelstva a nucenou asimilaci hrozbou odvetných opatření, jako např. možné usídlení dalších vyhnaných kolonistů na maďarských pozemcích v ČSR nebo aplikace obdobného postupu vůči maďarským menšinovým školám. Perzekuci Slováků vnímala velmi citlivě a základním kritériem pro vztah k maďarské menšině se stal princip reciprocity, podle kterého měli Maďaři na Slovensku jen taková práva, jaká byla ochotna poskytnout maďarská vláda Slovákům. Obě strany vedly vůči sobě intenzivní propagandu, která dále vyostřovala vzájemné vztahy. Na podzim 1943 maďarská vláda přehodnotila svou politiku a navrhla, aby se místo přímého maďarizačního úsilí osvětová činnost vykonávala v jazyce národnostní menšiny, čímž mělo být dosaženo její sblížení s maďarským státem. Plán nebyl vzhledem k německé okupaci Maďarska uveden do praxe.
Specifické bylo postavení židovské menšiny. Slovenská autonomní vláda se na odevzdané území snažila deportovat Židy, které obvinila z výsledku arbitráže a ještě před jeho obsazením realizovala "posmýkání" (deportace) 7 500 Židů. Maďarská vláda přirozeně odmítla Židy bez domovské příslušnosti přijmout a naopak, i ona se snažila co nejvyšší počet Židů vyhostit na Slovensko. V době arbitráže už v Maďarsku platil první protižidovský zákon a protižidovská legislativa se dále rozšiřovala. Po začátku okupace byla nařízena revize židovských živností, která se na zbytek území Maďarska nevztahovala. Slovenský stát (zejména po nástupu pronacistického křídla HSLS po jednáních v Salcburku) přistupoval k řešení židovské otázky s vyšší razancí, což však neznamená, že Židé na jižním Slovensku byli zcela v bezpečí. Ještě před prvním transportem ze Slovenska maďarská vláda realizovala deportace přibližně 18 000 Židů do Kamence-Podolského, kde byli následně povražděni. Extrémně vysokou úmrtnost měly i pracovní jednotky nasazené během války proti SSSR. Tragický osud Židů na jižním Slovensku završila německá okupace a následné deportace realizované maďarským četnictvem a policií.

## Obnovení Československa
Po osvobození Rudou armádou se jižní Slovensko stalo opět součástí obnoveného Československa, které začalo likvidovat okupační správu. Československo při postoji k maďarské menšině vycházelo z principu kolektivní odpovědnosti a aplikovalo vůči ní rozsáhlá represivní opatření. Nové hranice byly potvrzeny Pařížskou mírovou konferencí, která zamítla maďarské územní nároky a zavedení menšinového statutu, jakož i jednostranný transfer obyvatelstva z Československa jako základní metodu řešení sporu.